# Testvérhegy
Testvérhegy Budapest egyik volt városrésze a III. kerületben. A városrész a nevét a 176 m magas Testvér-hegyről kapta.

## Fekvése
Határai: Kocsis Sándor út  az Erdőalja úttól – Bécsi út – Kubik utca – Jablonka út – Üde utca – Ér utca – Farkastorki út – Erdőalja út – Hedvig utca – Királylaki út – Királylaki lejtő – Erdőalja út a Kocsis Sándor útig.

## Története
A Fővárosi Közgyűlés 2012. december 12-én leválasztotta róla Harsánylejtőt, ami önálló városrésszé vált, a többit részét pedig Óbuda hegyvidéke néven összevonta az addig különálló Remetehegy, Táborhegy és Mátyáshegy városrészekkel

## Fontosabb épületei
- Itt található a Magyar Országos Levéltár óbudai épülete.